# بنگسر
بنگسر (به لاتین: Bangsar) یک منطقهٔ مسکونی در مالزی است که در Lembah Pantai واقع شده‌است.